# Хынгйен (провинция)
Хынгйе́н (вьет. Hưng Yên, тьы-ном 興安) — провинция на севере Вьетнама, в дельте реки Хонгха. Административный центр — одноимённый город.

## География и климат
Провинция площадью 923,4 км² представляет собой плоскую территорию без гор и холмов. На территории Хынгйен имеются большие запасы бурого угля, которые пока не разрабатываются, однако впоследствии могут сыграть важную роль в развитии в регионе горнодобывающей промышленности.
Климат провинции характеризуется как тропический муссонный. Средняя летняя температура составляет 23,2 °С; зимняя: 16 °С. Среднегодовой уровень осадков: 1450—1650 мм; 70 % из них приходится на период с мая по октябрь. Средняя влажность воздуха: 86 %.

## Население
| 2009      | 2019      |
| --------- | --------- |
| 1 128 702 | 1 252 731 |

Более 99% населения — этнические вьеты.

## Административное деление
В административном отношении делится на 1 город (Хынгйен) и 9 уездов:
- Антхи; Ân Thi
- Кхоайтяу; Khoái Châu
- Кимдонг; Kim Động
- Михао; Mỹ Hào
- Фукы; Phù Cừ
- Тьенлы; Tiên Lữ
- Ванзянг; Văn Giang
- Ванлам; Văn Lâm
- Йенми; Yên Mỹ